# Amphicyon
Genre
Répartition géographique
Espèces de rang inférieur
- † Amphicyon major (Blainville, 1841)
- † Amphicyon giganteus ( Kaup, 1884)
- † Amphicyon laugnacensis (Ginsburg)
- † Amphicyon galushai (Hunt, 2003)
- † Amphicyon frendens (Matthew, 1924)
- † Amphicyon ingens (Matthew, 1924)
- † Amphicyon longiramus (White, 1942)
- † Amphicyon palaeindicus ( Lydekker, 1876)
- † Amphicyon lyddekeri (Stéphane Peigné 2004)

Amphicyon (« chien ambigu ») est un genre fossile de grands mammifères carnivores broyeurs d'os, connus sous le nom de « chien-ours », de la famille des Amphicyonidae et de la sous-famille des Amphicyoninae. Il a vécu à partir du Miocène inférieur (Aquitanien) jusqu'à la fin du Pliocène il y a environ entre 23 et 2,6 Ma (millions d'années), existant pendant environ 20 millions d'années. Ses fossiles sont connus en Amérique du Nord, Europe, Asie et Afrique.

## Morphologie

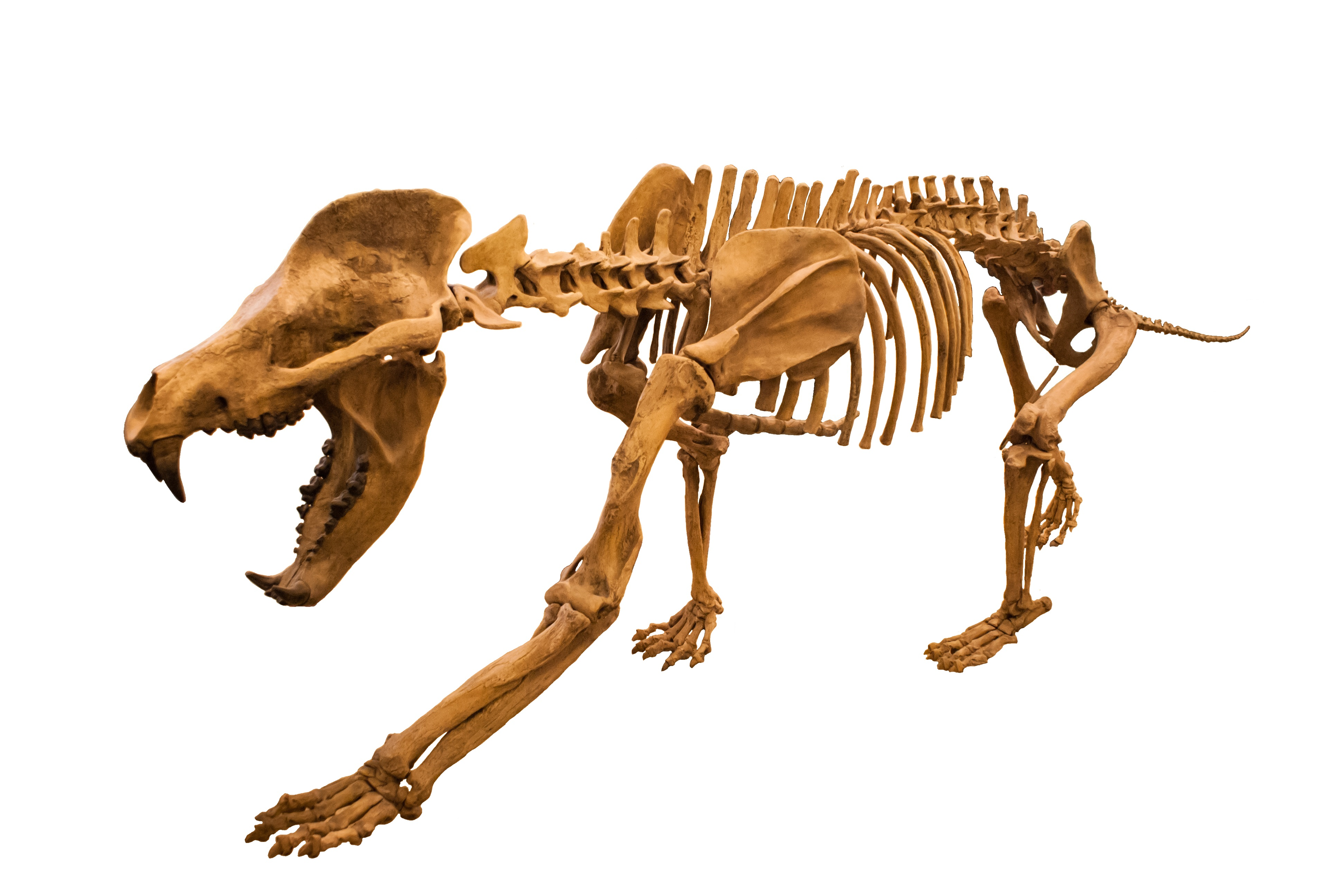
Amphicyon ingens, musée américain d'histoire naturelle.

Amphicyon était l'ours-chien amphicyonidé typique avec une morphologie semblable à la fois à celle des ours et des chiens. Avec sa constitution robuste et une longueur maximale de 2,50 m, l'espèce la plus grande ressemblait plus à un ours qu'à un chien. Il avait une large queue lourde, un cou épais, des membres robustes et des dents comme celles d'un loup. C'était probablement un omnivore avec un mode de vie comparable à celui de l'ours brun.
On estime que A. major aurait une masse corporelle de 630 kg, tandis que A. ingens a été estimé à environ 600 kilogrammes, ce qui en fait l'un des plus grands amphicyonidés connus.

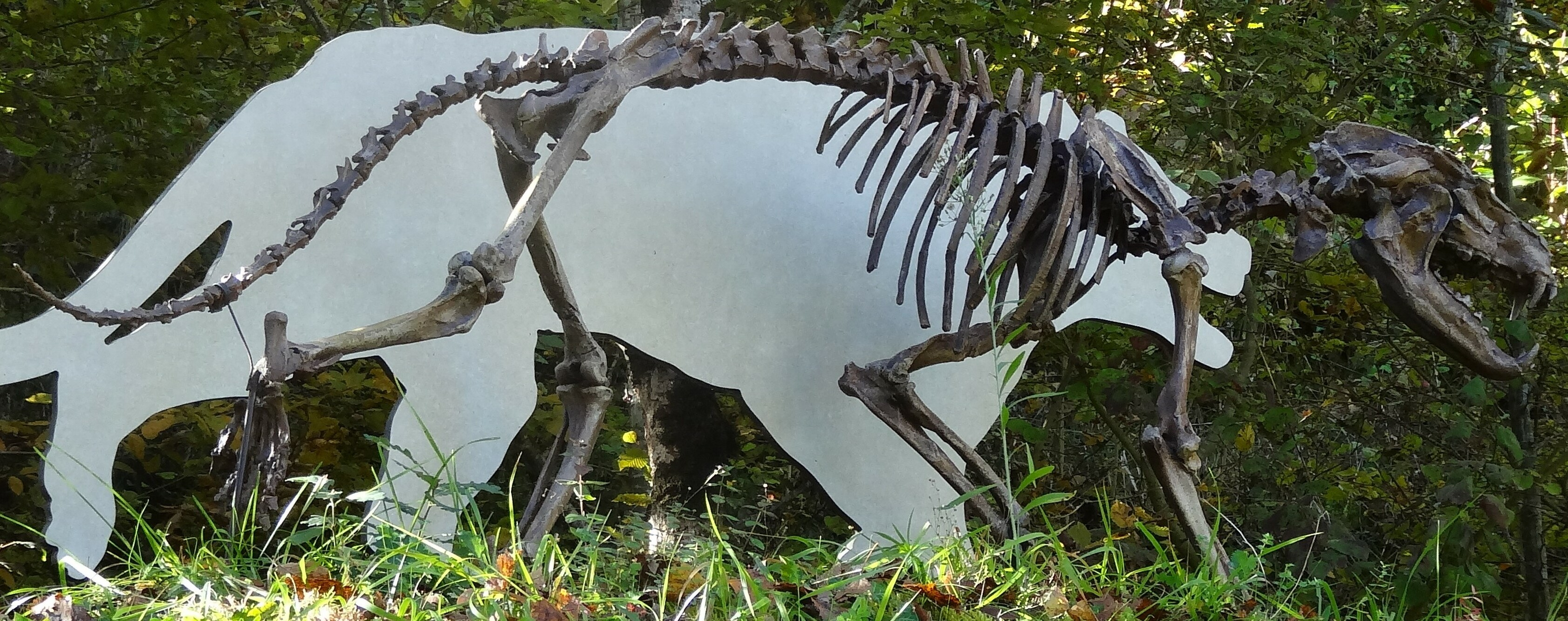
Squelette exposé sur le site paléontologique de Sansan.
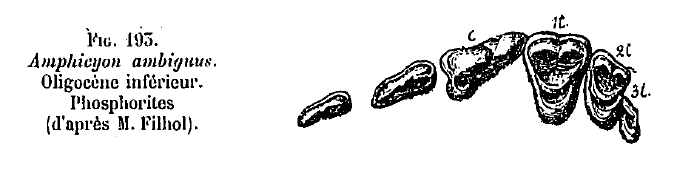
Dentition. Fossile provenant des phosphorites du Tarn (Oligocène inférieur).
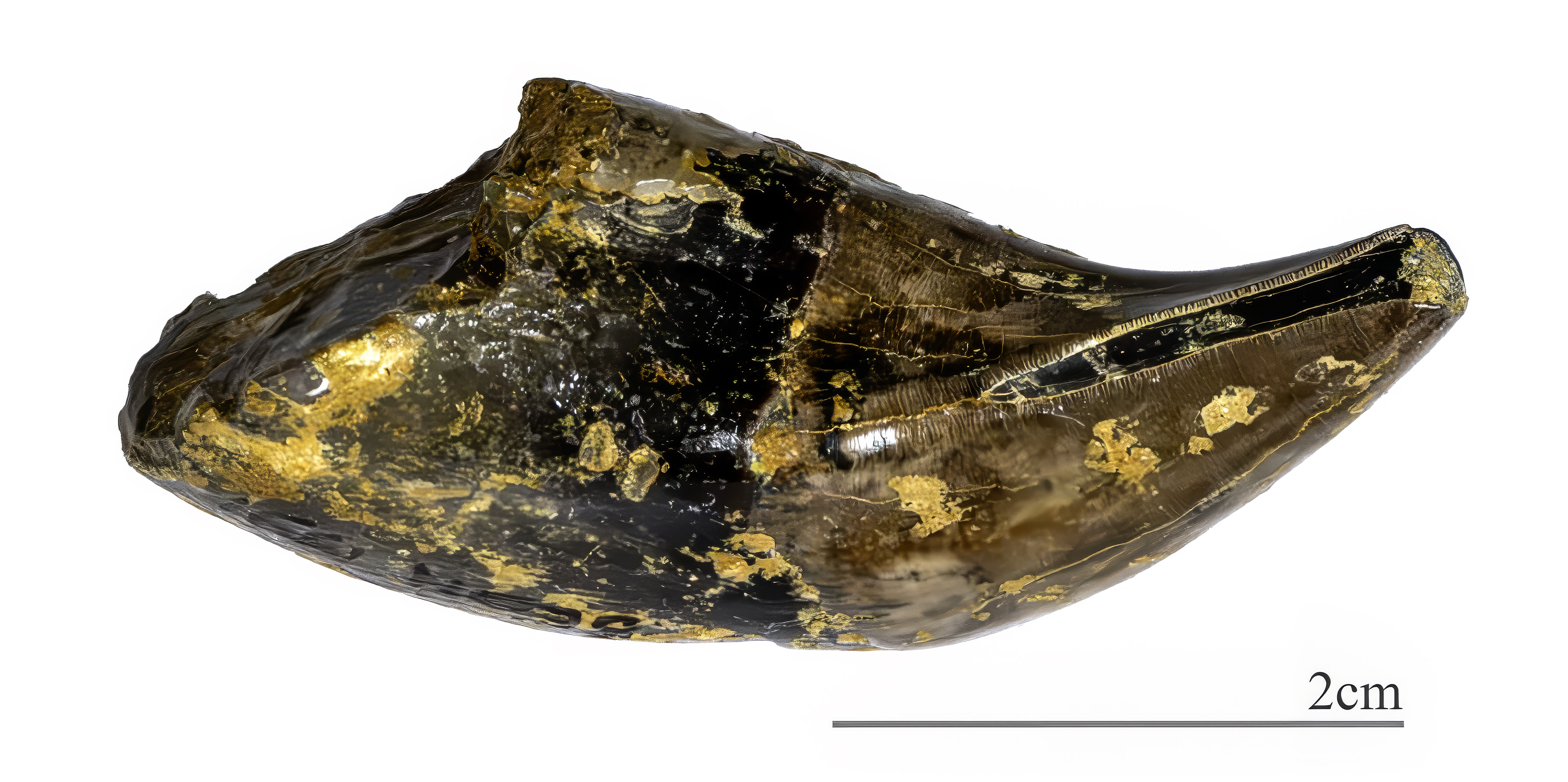
Megamphicyon giganteus Canine MHNT

## Répartition
Les premières occurrences d'Amphicyon en Amérique du Nord datent du début du Miocène moyen, trouvées dans la formation de Runningwater dans le comté de Sioux (Nebraska) et dans la partie inférieure de la formation de Troublesome, au Colorado (A. galushai, A. frendens et A . ingens). Bien que d'autres grands amphicyonidés du Miocène d'Amérique du Nord aient été placés dans le genre Amphicyon, bon nombre de ces carnivores sont maintenant placés dans d'autres genres d'amphicyonidés. La lignée d'Amphicyon dans le Nouveau Monde est limitée aux trois espèces citées ci-dessus. Des échantillons particulièrement bien conservés des grandes espèces nord-américaines d'Amphicyon ont été trouvés dans la formation de Sheep Creek (A. frendens) et la formation d'Olcott (A. ingens) du centre du comté de Sioux, au nord-ouest du Nebraska. Des fossiles du genre Amphicyon ont également été trouvé en France et en Espagne.